# Onderscheiding IIIe Klasse voor 9 Dienstjaren
De Onderscheiding IIIe Klasse voor 9 Dienstjaren, in het Duits "Dienstauszeichnung III. Klasse für 9 Dienstjahre" geheten was een in 1869 ingesteld eerbetoon van het Hertogdom Anhalt en werd voor langdurige trouwe dienst in het leger uitgereikt. Deze "Dienstauszeichnung" was een kleine gesp, in het Duits een "Schnalle" geheten, op een rechthoekig stukje groen lint. De kleur groen komt in de vlag en de linten van Anhalt veel voor. Men bevestigde het ereteken midden op de borst. Men droeg de onderscheiding steeds op deze wijze en niet als baton. Als miniatuur kreeg de Dienstauszeichnung de vorm van een gespje aan een kleine ketting.
De zwart gemaakte zilveren gesp draagt het monogram van de regerende hertog, het gekroonde wapen van Anhalt en het Romeinse cijfer "IX".